# Jan Molsen (Schiff)
Die Jan Molsen ist ein 1968 gebautes Fährschiff der Hamburger HADAG-Reederei. Das Schiff wurde mehrfach umgebaut und ist bis heute ununterbrochen im Einsatz der HADAG.

## Geschichte
Die HADAG hatte bereits ein 1925 gebautes Passagierschiff mit dem Namen Jan Molsen, das im Hafenverkehr in Hamburg eine zugelassene Personenbeförderungszahl von 2984 hatte, beim Niederelbedienst bis Glückstadt von 2331 und bis Cuxhaven von 1749 Personen.
Die neue Jan Molsen wurde 1968 bei der Mützelfeldtwerft in Cuxhaven unter der Baunummer 174 gebaut. Am 22. Mai 1968 war die Fertigstellung und Ablieferung an die HADAG.
1976 wurde die Jan Molsen bei Buschmann in Hamburg um gut 6 Meter verlängert.
1995 wurden die ursprünglichen Mercedes-Benz-Maschinen gegen Cummins NTA 855 getauscht.
2007 wurde bei SSB Spezialschiffbau Oortkaten in Hamburg-Oortkaten der Oberdeckssalon wieder gekürzt, um mehr freie Decksfläche zu erhalten.

## Schwesterschiffe
- Hans Albers (gebaut bei Scheel & Jöhnk in Hamburg mit der Bau-Nr. 453; ebenfalls 1976 verlängert)
- Carl Kircheiss (gebaut 1969)
- Rudolf Kinau (gebaut 1969)